# Hyalocladium moubasheri
Hyalocladium moubasheri är en svampart som beskrevs av Moustafa 1977. Hyalocladium moubasheri ingår i släktet Hyalocladium, divisionen sporsäcksvampar och riket svampar.   Inga underarter finns listade i Catalogue of Life.